# Karl Hermann Struve
Karl Hermann Struve (soms ook geschreven als von Struve) (Poelkovo, nabij Sint-Petersburg, 30 oktober 1854 - Bad Herrenalb, 12 augustus 1920) was een Baltisch-Duitse astronoom. Hij behoorde tot een befaamde familie van astronomen, die zich over vier generaties uitstrekte, vertrekkende bij zijn grootvader Friedrich Georg Wilhelm Struve en eindigend bij zijn zoon Georg Struve. Ook zijn vader, Otto Struve en zijn minder bekende broer, Ludwig Struve waren astronomen. In de wiskunde werd de Struve functie Hν(z) naar hem genoemd. De asteroïde 768 Struveana kreeg deze naam ter ere van Herman, Otto Wilhelm en Friedrich Georg Struve.

## Levensloop en Werk
Na zijn gymnasiumstudies begon hij op achttienjarige leeftijd zijn studies aan de Universiteit van Dorpat, het huidige Tartu. Na zijn vertrek aldaar in 1877 bekwaamde hij zich verder in de wiskunde te Straatsburg en Parijs om nadien te Berlijn te werken onder de leiding van Helmholtz, Kirchhoff en Weierstrass. Zijn interesse ging in die tijd meer uit naar de wiskunde en de natuurkunde dan naar de astronomie. In 1881 behaalde hij zijn master aan de universiteit van Tartu. Zijn thesis luidde Fresnel interferentie fenomenen, zowel theoretisch en experimenteel. Het jaar nadien verkreeg hij aan dezelfde universiteit de titel van Doctor in de Wiskunde.
De bouw van een grote 30-inch refractor telescoop in de sterrenwacht van Poelkovo nabij Sint-Petersburg was voor Struve aanleiding om zich meer te gaan bezighouden met astronomie. Als astronoom bij deze sterrenwacht werkte hij vanaf 1893 aan de observaties en de verklaring van de beweging van de manen van Saturnus. Verder werden er nauwkeurige opmetingen van dubbelsterren uitgevoerd. Voor zijn astronomisch werk kreeg hij in 1903 The Gold Medal of the Royal Astronomical Society, een eer die voordien ook zijn vader Otto Struve in 1850 en zijn grootvader Wilhelm Struve in 1826 te beurt was gevallen. Wegens de politieke toestand in St-Peterburg verhuisde Struve in 1895 naar Duitsland waar hij benoemd werd tot directeur van het observatorium in Koningsbergen en professor in de sterrenkunde aan de universiteit van Oost-Pruisen. In 1905 werd hij aangesteld als directeur van de universitaire sterrenwacht van Berlijn en werd tevens professor aan deze universiteit. Door de groei van deze stad was er veel lichtvervuiling en Struve kreeg het voor elkaar om een nieuwe sterrenwacht te stichten in Neu Babelsberg, zo'n 25 km ten westen van Berlijn en slechts vijf kilometer verwijderd van het astrofysisch observatorium van Potsdam. Hij werkte er tot aan zijn dood in 1920. Zijn zoon Georg en diens neef Otto zijn de astronomen van de vierde generatie. De eerste werd een staflid van het observatorium van Neu Babelsberg en de tweede werd directeur van de Yerkes-sterrenwacht in Chicago.